# アクメル
アクメル（Acmel またはACML ）は、浅沼商会のグループ企業。浅沼カメラ・メカニカル・ラボラトリーの略である。ACMLと表記している製品もある。

## 解説
1980年代にミノックス判カメラ及び同フィルムを販売しており、そのほかオシロスコープCRTフードカメラ開発製造販売、インスタントフィルム証明書撮影カメラ開発製造販売を主な事業とした。
使用フィルムのポラロイドフィルムが生産が完了してはいるが、同等品で富士フイルム株式会社製がある。
現在株式会社アクメルにて酸素カプセル『高気圧・エアチャンバー・ システム「オアシスO2」』、アロマミストサウナ『アロミスト・スパ「Oasis」』、機能性浄水器『酸素水サーバー「オキシ・サーブ」』を取り扱っている。

## 概要
- 商号 株式会社アクメル 浅沼グループ
- 本社 東京都千代田区
- 事業内容

1. 次の各号の物品と付属品およびその材料等の製造、販売、輸出入、通信販売
  1. 写真用精密機械器具
  2. 写真感光材料
  3. 写真用品
  4. 写真用電子機器
  5. 家庭用電気機械器具
  6. 美容・健康機械器具・医療機械器具
  7. 健康食品・化粧品
2. 前項の内(2)を除く賃貸並びに修理
3. 代金前払方式による磁気カードの発行、販売
4. 前各号に附帯関連する一切の業務